# 림가젤
림가젤(학명: Gazella leptoceros)은 소과 가젤속에 속하는 소형 우제류의 일종이다. 다른 이름으로는 가는뿔가젤, 아프리카모래가젤이라고도 한다. 가늘고 길게 자라는 뿔이 특징이며, 주로 사막 서식지에 적응하여 서식하는 종이다. 야생에서 2,500여 마리 이하만이 남아 있다. 알제리와 차드, 이집트, 리비아, 수단에서 서식하고 있다.

## 명칭
영국의 자연과학자 리처드 라이데커에 따르면 림(Rhim)은 알제리에서 쓰이는 아랍어 방언으로 이 동물을 가리키는 말이다. 튀니지·이집트에서는 림가젤을 가리켜 흰 가젤이라는 뜻의 가잘 아비아드(ghazal abiad)로 지칭한다. 혹은, 성경에서도 언급된 히브리어 단어 렘(re'em)에서 유래되었을 수도 있다. 렘은 오록스·오릭스·유니콘 등 어떤 동물을 가리키는지 많은 논박이 오가는 단어이다.
프레데리크 퀴비에가 1842년 처음 학계에 보고하여 기재하였으나 동세기에 에드먼드 길스 로더가 중복 기재하여 이명 Gazella loderi가 생겨났다.

## 외형
몸길이는 101-116cm까지 자라며, 몸 빛깔은 가젤 가운데 가장 옅은색을 띤다. 몸통 부분을 덮은 모피는 싯누런 담황색, 다리 부위는 흰색에 가까우며, 수컷은 굴곡진 뿔이 잘 발달되어 있지만 암컷은 비교적 직선적이고 짧은 뿔을 가진다. 얼굴에는 눈가부터 주둥이를 향해 따라 난 얼굴 무늬가 있으며, 꼬리는 15cm 정도인데 몸 빛깔과는 달리 검은색 내지는 암갈색을 띤다. 핵형은 2n = 33♂, 32♀이다.

## 분포와 습성
림가젤은 알제리·튀니지·이집트·리비아 등 사하라사막이 걸쳐 있는 북아프리카 지역에 서식한다. 니제르와 차드에서도 목격된 바 있으나 확실하게 기록된 것은 아니다. 림가젤 개체군은 대체로 각각 물리적으로 멀리 떨어져 있는 편이다.
림가젤은 여러 방면에서 사막 생활에 잘 적응한 모습을 보여준다. 척박한 환경에서 식물 잎사귀에 맺히는 이슬을 마시고. 먹이를 섭취하는 시간은 아침과 해질녘으로 한정된다. 무리를 지어서 먹이가 되는 식물을 찾아 사막을 떠돌아다니며, 정해진 유랑 경로가 있지는 않다.

## 현황
1970년대 초부터 개체 수가 감소하기 시작했으며, 뿔과 고기를 얻기 위해, 혹은 유흥거리로 많은 수가 남획당했다. 특히, 뿔은 북미 지역에서 장식품으로서 고가의 거래가 이루어졌다. 현재까지도 밀렵과 서식지의 파괴는 림가젤의 개체 수를 줄어들게 만드는 중대 요인이며, IUCN에서 멸종 위기종으로 지정하여 보호받고 있다.